# Skröjbränning
Skröjbränning (även rågodsbränning och biskvibränning) är den första bränningen av ett keramiskt alster. Keramiska alster bränns som regel två gånger; första gången utan glasyr (skröjbränning) och andra gången sedan de glaserats (glasyrbränning). Gods som är bränt första gången kallas skröjat eller skröjbränt gods. En skröjbränning når som regel en temperatur mellan 900 °C och 1 000 °C.
Vid så kallad råglasering glaseras emellertid godset redan innan det bränns första gången, varefter godset bränns som i en skröjbränning till att börja med. Efter tusengradersstrecket kör man emellertid vidare upp i temperatur, på samma sätt som vid en glasyrbränning.
Skröjbränningen går långsammare upp till 1 000 °C på grund av att godset har en tendens att spricka eller explodera i ugnen den första gången det bränns. Efter att godset en gång har nått denna temperatur har den risken emellertid eliminerats, även sedan godset svalnat igen. Därför kan man under en glasyrbränning gå förbi de första tusen graderna med full fart.
Skröjbränning är en av många olika slags keramiska bränningar. Andra är bland annat glasyrbränning, saltbränning, rakubränning och färgbränning.

## Etymologi
Enligt SAOB (Svenska Akademiens Ordbok) är ordet (skröja) härlett ur det holländska shroeien med en eventuell förbindelse till det lågtyska schroien, schrojen i betydelsen sveda, skålla, samt möjligen också medellågtyskans schrōien med ungefär samma innebörd: sveda, bränna.  
I definitionen nämner SAOB även en referens till en artikel i Svenska Dagbladet från 1947 (A-delen, sidan 13)  där man, enligt artikelförfattaren, på "den keramiska ateljén i Västanvik i Leksand" använde ordet i betydelsen råbränna.  